# Siegfried Bracke
Siegfried Theofiel Hortense Bracke (Gent, 21 februari 1953) is een voormalig Belgisch journalist en voormalig politicus voor de N-VA. In de periode 2014-2019 was hij voorzitter van de Kamer van volksvertegenwoordigers. Tot voor zijn overstap naar de politiek in 2010 was hij journalist en televisiepresentator bij de VRT en presenteerde hij vooral actualiteitenprogramma's, interviews en verkiezingsshows over de Belgische politiek.

## Levensloop

### Journalist
Bracke promoveerde in 1976 tot licentiaat Germaanse filologie aan de Gentse rijksuniversiteit, nadat hij in 1971 afstudeerde aan het Sint-Lievenscollege in Gent.
In 1981 begon hij bij de BRT als radioproducer bij Radio 1. In 1983 werd hij journalist bij de radionieuwsdienst. In 1990 stapte hij mede onder impuls van zijn collega en vriend Gui Polspoel over naar de televisienieuwsdienst en werd hij een bekend journalist van de BRT. Hij verscheen sinds 25 november 1991 vrijwel altijd op televisie met een vlinderdas, zijn handelsmerk. Van de zomer van 2007 tot die van 2009 was hij hoofdredacteur van de nieuwsduidingsprogramma's van de VRT. Van januari 2010 tot april 2010 presenteerde hij het programma Bracke op vrijdag. Hij presenteerde voornamelijk politieke programma's op de VRT zoals het dagelijkse actualiteitenprogramma Terzake op Canvas, De zevende dag en Bracke en Crabbé. In 1985 ontving hij de Prijs van de Vlaamse journalistiek voor een van zijn reportages. Siegfried Bracke geeft regelmatig les in de richting journalistiek aan verschillende hogescholen in Vlaanderen.
Vanwege zijn uitgesproken politieke standpunten en belangrijke positie als nieuwsredacteur was Bracke al vóór zijn politieke carrière het voorwerp van controverse. Zijn lidmaatschap van de politieke partij SP, wat hij hield tot in 2001, en de risico's van partijdigheid, vormden een bron van discussie. Als SP-lid schreef hij in het partijblad Doèn interviews en columns onder de pseudoniemen Han Vermeer en Valère Descherp.
Hij is een orangist die voorstander is van de hereniging van België met Nederland onder het gezag van het Nederlands koningshuis en van een omgekeerd confederale scheiding tussen Vlaanderen en Wallonië. Tevens is hij vrijmetselaar.

### Politicus

#### Intrede in de politiek
Op 4 mei 2010 deelde Siegfried Bracke op een persconferentie mee dat hij de overstap naar de politiek maakte en de Oost-Vlaamse Kamerlijst voor N-VA ging aanvoeren. Volgens de krant De Standaard was zijn keuze voor N-VA opmerkelijk, aangezien hij overtuigd vrijzinnig zou zijn en goede banden onderhield met sp.a en Open Vld. Op de persconferentie naar aanleiding van zijn overstap naar de politiek motiveerde hij zijn keuze voor de N-VA met het argument dat deze partij in zijn ogen de enige nog geloofwaardige partij in het toenmalige politieke landschap was. Het was zijn eigen initiatief om naar N-VA-voorzitter Bart De Wever te stappen met de vraag of hij voor de partij een politieke rol kon spelen.

#### Volksvertegenwoordiger en Gents gemeenteraadslid
Op 13 juni 2010 haalde Bracke op de Oost-Vlaamse Kamerlijst van de N-VA 101.940 voorkeurstemmen. Daarmee belandde hij in de top vijf van de Vlaamse stemmentrekkers. Op 6 juli legde hij de eed af als lid van de Kamer van volksvertegenwoordigers. Twee weken later werd hij benoemd tot ondervoorzitter van de Kamer, wat hij bleef tot in 2014.
In december 2010 werd hij ingeschreven als bewoner in de stad Gent, volgens politieke tegenstrevers om er de paarse meerderheid te breken. Bracke kwam bij de gemeenteraadsverkiezingen van 2012 op als lijsttrekker voor N-VA. Hij haalde 8.570 voorkeurstemmen. Na dit teleurstellende verkiezingsresultaat was er sprake van het gouverneurschap van Oost-Vlaanderen voor Bracke. De 'onafhankelijke' Jan Briers jr. werd echter naar voren geschoven.
In januari 2011 raakte bekend dat Bracke lange tijd actief was geweest bij de Socialistische Partij. Hij had meegewerkt bij het schrijven van het SP-partijprogramma, deed interviews en schreef columns voor het ledenblad. Hij ontkende dit eerst en zei dat hij "nooit" lid was geweest van de Socialistische Partij, maar later moest hij toegeven dat hij, een naar eigen zeggen korte periode, lid was geweest. Uit onderzoek van Humo bleek dat hij veertien jaar lid was van de SP, van 1987 tot 2001. Tijdens die periode was hij journalist bij de VRT, toch zei Bracke "dat het geen enkele invloed gehad heeft op zijn journalistenwerk". De VRT distantieerde zich van de socialistische nevenactiviteiten van Bracke.
Eind 2013 volgde Bracke Isabelle De Clerq op als fractieleider in de Gentse gemeenteraad.
In aanloop van de federale verkiezingen van 2014 suggereerde hij om sociaaleconomische hervormingen even voorrang te geven op de verdere opdeling van België, N-VA's grondbeginsel. Hij loste daarmee vroegtijdig de strategie van zijn partij. In oktober 2014 werd hij na de vorming van de regering-Michel I tot Kamervoorzitter verkozen. Die regering volgde effectief de zogenaamde bocht van Bracke, waarin voor communautaire thema's geen plaats was, maar sociaaleconomische hervormingen vooropgesteld werden.
In februari 2017 kwam hij in een mediastorm terecht toen hij de Gentse socialisten (en in mindere mate de liberalen) beschuldigde van "graaicultuur", omdat twee Gentse schepenen riante vergoedingen kregen als bestuurslid van Publipart, een private dochteronderneming van intercommunale Publilec. Die onderneming bleek bovendien controversiële investeringen te doen. Hoewel er niets illegaals gebeurde, leidde het tot een debat over welke mandaten politici kunnen opnemen en in welke mate ze daarvoor vergoed mogen worden; de Gentse sp.a zag zich genoodzaakt betrokkene Tom Balthazar te laten vervangen als schepen en kandidaat-burgemeester. Bracke kreeg daarop zelf echter ook gelijkaardige kritiek te slikken, aangezien hij als Kamervoorzitter een hoog loon kreeg en dat (tevens legaal) combineerde met een mandaat als adviseur van Telenet, dat hij sinds 2011 uitoefende, en een niet-aangegeven mandaat als bestuurslid van de UGent, dat hij sinds 2014 bekleedt. Hij nam daarop ontslag als bestuurslid bij Telenet. Telenet maakte bekend dat onder meer Bracke 66.000 euro voor zijn advies van het bedrijf had ontvangen. Enkele dagen later stelde zowel Bracke als Telenet dat hij tijdens zijn Kamervoorzitterschap echter niet betaald zou zijn geweest door het bedrijf, hoewel hij in 2016 de functie bij Telenet in 2015 in de in het Belgisch Staatsblad gepubliceerde mandatenlijsten aangaf als bezoldigd.
Na de kritiek besloot hij om niet langer lijsttrekker voor de gemeenteraadsverkiezingen van 2018 te zijn en stopte hij als fractieleider in Gent. Hij werd voor beide opgevolgd door Elke Sleurs. Eerder lag Bracke al onder vuur omdat hij bij zijn vertrek bij de VRT politiek verlof nam in plaats van ontslag; een terugkeer naar de VRT bleef zo mogelijk. Als politicus begon hij echter geregeld kritiek te geven op de VRT en gaf hij mediatraining aan VTM-journalisten. Bij de verkiezingen van 2018 werd hij vanop de 27ste plaats op de N-VA-lijst herkozen in de Gentse gemeenteraad.

#### Einde van zijn politieke carrière
Bij de federale verkiezingen van 2019 werd Bracke niet herverkozen. Het was uitzonderlijk dat een zittend Kamervoorzitter niet meer herverkozen geraakte. Enige tijd later, op 7 juni 2019, kondigde hij zijn ontslag aan als gemeenteraadslid van Gent, waardoor er een einde kwam aan de politieke loopbaan van Bracke.
In 2020 werd hij columnist bij De Morgen.
In 2021 werd hij voorzitter van het Vlaams Audiovisueel Fonds. In 2024 werd hij "eervol ontslagen" uit deze functie. Volgens Bracke zelf ligt de discussie over de pensioenen (zie verder) hieraan ten grondslag.

#### Omstreden pensioenregeling oud-Kamervoorzitters
In maart 2023 ontstond er ophef toen aan het licht kwam dat Siegfried Bracke, nadat hij in mei 2019 niet was herkozen als parlementslid, als oud-voorzitter van de Kamer een pensioenextra ontving van ongeveer 3.000 euro bruto per maand. Die uitkeringen zouden onwettig zijn geweest, omdat op die manier de wettelijk vastgelegde pensioenplafonnering van 7.813 euro bruto per maand zou zijn geschonden. De extra vergoedingen waren gebaseerd op een regeling die in 1998 goedgekeurd en in 2003 versoepeld werd door het College van Quaestoren en waarvoor Kamervoorzitters die minimaal vijf jaar in functie waren in aanspraak konden komen. Volgens Bracke was deze extra vergoeding wel wettig, omdat de bedragen opgenomen waren in de begroting van de Kamer en door het parlement waren goedgekeurd. Op verzoek van Kamervoorzitter Eliane Tillieux werd de zaak onderzocht door juridische experten, die stelden dat de pensioenextra's van Bracke, in totaal 126.000 euro bruto, wel degelijk onwettig waren. De fractieleiders van de Kamer beslisten vervolgens om te laten nagaan of de extra vergoedingen konden worden teruggevorderd. Na bijkomend onderzoek besloot het bureau van de Kamer   om de onwettige pensioenbonussen van Bracke per brief terug te vorderen. In een opiniestuk liet Bracke weten dat niet te willen doen en in augustus 2023 diende hij bij de Raad van State een verzoekschrift in om de terugvordering van de pensioenbonussen ongedaan te maken en de beslissing van het bureau van de Kamer te vernietigen.

#### Uitslagen verkiezingen
| Verkiezing                      | Kieskring       | Datum           | Lijst | Plaats op lijst | Voorkeursstemmen | Uitslag       | Partijuitslag binnen kieskring |
| ------------------------------- | --------------- | --------------- | ----- | --------------- | ---------------- | ------------- | ------------------------------ |
| Federale parlementsverkiezingen | Oost-Vlaanderen | 13 juni 2010    | N-VA  | 1e plaats       | 101.940          | 1e titularis  | 28,15 %                        |
| Gemeenteraadsverkiezing         | Gent            | 14 oktober 2012 | N-VA  | 1e plaats       | 8.570            | 1e titularis  | 17,1 %                         |
| Federale parlementsverkiezingen | Oost-Vlaanderen | 25 mei 2014     | N-VA  | 1e plaats       | 64.481           | 1e titularis  | 31,01 %                        |
| Gemeenteraadsverkiezing         | Gent            | 14 oktober 2018 | N-VA  | 27e plaats      | 1.417            | 4e titularis  | 12,1%                          |
| Federale parlementsverkiezingen | Oost-Vlaanderen | 26 mei 2019     | N-VA  | 20e plaats      | 13.085           | niet verkozen | 21,8 %                         |

## Eretekens

### Ridderorden
| Lint | Land           | Decoratie                                       | Referentie |
| ---- | -------------- | ----------------------------------------------- | ---------- |
|      | België (ordes) | Grootofficier in de Leopoldsorde (23 juni 2019) | [ 46 ]     |